# Karl von Eberstein
Friedrich Karl Freiherr von Eberstein (Halle (Saale), 14 januari 1894 — Tegernsee, 10 februari 1979) was een Duitse politicus (NSDAP), politieofficier en SS-Führer. In de tijd van het nationaalsocialisme was hij Rijksdagafgevaardigde voor NSDAP, SS-Obergruppenführer en Generaal in de Waffen-SS en de politie, hoofdcommissaris van politie in München en SS- und Polizeiführer (HSSPF).

## Het begin
Ebersteins vader was de Pruisisch majoor Ernst Freiherr von Eberstein. Karl von Eberstein werd van 1904 tot 1912 in de Koninklijke Pruisische cadettenschool in Naumburg (Saale) en op de hoofdcadettenschool Groß-Lichterfelde bij Berlijn opgeleid. Van 1913 tot 1914 studeerde Eberstein aan de Maarten Luther-Universiteit landbouw en algemene economie omdat hij vanwege gezondheidsredenen niet in militaire dienst kon. In zijn jongere jaren leerde Eberstein de toen tien jaar jongere Reinhard Heydrich kennen, Ebersteins moeder was de peettante van Heydrich.
In augustus 1914 tijdens het begin van de Eerste Wereldoorlog meldde Eberstein zich als oorlogsvrijwilliger. Vanaf november 1914 tot februari 1915 was hij onderofficier in het Mansfelder Feldartillerie-Regiment Nr. 75. Na zijn opleiding aan de veldartillerieschool in Jüterbog, werd Eberstein van september 1915 tot november 1918 geplaatst bij het 2. Pommerschen Feldartillerie-Regiment Nr. 17 en werd hij ingezet aan het westfront. Eberstein diende als regimentsadjudant, ballonwaarnemer en als batterijleider. Op 25 november 1915 werd hij bevorderd tot Leutenant der Reserve en werd hij onderscheiden met het IJzeren Kruis 1914, 1e Klasse en 2e Klasse.

## In de Weimarrepubliek
Na het einde van de oorlog behoorde Eberstein tijdelijk tot de Reichswehr. Vanaf februari tot mei 1919 was hij lid van het Zeitfreiwilligen-Regiment Halle en het Freiwilligen Landjäger-Korps. Van april tot juli 1920 voerde Eberstein het commando over het III. Batterie des Reichswehr-Artillerie-Regiments 16 in Wittenberg, daarna trad hij voorgoed uit de Reichswehr. Van 1918 tot 1920 was hij lid van de Duitse Nationale Volkspartij (DNVP). Eberstein behoorde tot de oprichters van het Hallenser Ortsgruppe Stahlhelm, Bund der Frontsoldaten en bleef tot 1924 een actief lid. Tegelijkertijd was hij betrokken bij het Vrijkorps, in 1919 en 1920 was hij lid van het Vrijkorps Roßbach en was de adjudant van Wolf-Heinrich von Helldorf. In maart 1920 nam hij deel aan de Kapp-putsch in Berlijn. Tijdens de marsgevechten in Midden-Duitsland was Eberstein in 1921 een vrijwillige wachtmeester bij de Schutzpolizei. Van mei tot september 1921, was hij compagniescommandant en regimentscommandant van het Selbstschutz Oberschlesien (SSOS), een samengaan van het Duitse Vrijkorps tijdens de opstand in Opper-Silezië.
Om financiële redenen kon Eberstein zijn vooroorlogse studie niet meer voortzetten. Hij heeft van eind 1919 tot maart 1920 als leerling bij een filiaal van een commerciële en private bank gewerkt. Als kantoorbediende werkte hij tussen 1923 en 1924 bij de Leunawerke, daarnaar werkte hij in 1926 in de landbouw.
In oktober 1922 was Eberstein bij de „Notbund Halle“, een voorloper van de NSDAP. Tussen 1924 en 1925 gaf hij leiding aan de „Frontbann“ in Naumburg, een gecamoufleerde organisatie van de verboden SA. Gelijktijdig was hij stafchef en troepenadviseur van de middengroep van het Frontbann in Halle. Op 17 augustus 1925 trad Eberstein toe tot de NSDAP, en werd gelijktijdig een SA-man. Op 30 november 1925 verliet hij de NSDAP, om als werknemer bij de militaire administratie van het commando van een militair oefenterrein in Ohrdruf te gaan werken. Door zijn vroege NSDAP-partijlidmaatschap, werd hij in 1927 uit de Reichswehr ontslagen.
Op 17 december 1927 trouwde Karl von Eberstein met Helene Meinel-Scholer (1892-1969), een dochter van een fabrikant uit Klingenthal. Uit het huwelijk kwam een zoon voort. Van 1928 tot 1929 werkte Eberstein als zelfstandige fabrikant van wol en katoen in Gotha, later was hij bedrijfsleider van een lokaal reisbureau.
Op 1 februari 1929 werd Eberstein weer lid van de NSDAP onder zijn oude partijnummer. Op 1 mei 1929 werd hij lid van de SS. Op 12 april 1929 werd hij als SS-Sturmführer adjudant van de SS-Staffel VIII „Thüringen“ in Weimar. Van mei 1930 tot januari 1930 was Eberstein gemeenteraadslid in Gotha. Vanaf 1 juli 1930, werkte hij hoofdzakelijk als leider in de SA en SS, en aanvankelijk als adjudant voor een SS-Oberführer in Thüringen, die toentertijd de eerste regering was met deelname van de NSDAP. Op 1 februari 1931 wisselde hij in de staf van de Obersten SA-Führung (OSAF) en werd in november 1931 Gausturmführer voor München-Oberbayern. Eberstein werd op 15 september 1932 tot SA-Gruppenführer bevorderd. Vanaf 1 juli 1932 voerde hij de SA-Gruppe „Hochland“ in München aan.

## 1933 tot 1945
Op 20 februari 1933 na de overname van de macht door de nationaalsocialisten wisselde Eberstein terug van de SA naar de SS. Op 21 februari 1933 nam hij over als SS-Gruppenführer (generaal-majoor) de SS-Abschnitt XVIII in Weimar. Op 15 november 1933, leidde hij de SS-Oberabschnitt „Mitte“ met zijn kantoor in Weimar. Deze Oberabschnitt werd later naar Dresden verplaatst en hernoemd in „Elbe“. Eberstein voerde deze aan tot 1 april 1936.
Bij de Rijksdagverkiezingen van 5 maart 1933 werd Eberstein voor de Rijksdag gekozen. Van 20 oktober tot 29 december 1934 was Eberstein lid van de Raad van State en lid van de Thüringse Landesregierung. Van juli 1934 tot december 1938  werd hij als trouwe hoge partijfunctionaris volksrechter aan de Volksrechtbank. Na de wissel naar Dresden was Eberstein van december 1934 tot maart 1936 Kreishauptmann van Dresden-Bautzen.
Met ingang van 1 april 1936 werd Eberstein naar München verplaatst. Vooraf was hij op 30 januari 1936 tot SS-Obergruppenführer (luitenant-generaal) bevorderd. Op 1 oktober 1942 aanvaardde Eberstein in München het ambt van hoofdcommissaris en werd leider van de SS-Oberabschnitts „Süd“. Tot 17 december 1942 leidde hij ook de SS-Oberabschnitt „Main“ in Neurenberg. Op 15 december 1937 werd Eberstein leider van de politieafdeling op het Beierse ministerie van binnenlandse zaken. Met het invoeren van de functie van Höheren SS- und Polizeiführer (HSSPF) aanvaardde hij op 12 maart 1938 de posten voor de Wehrkreis VII in München alsmede Wehrkreis XIII in Neurenberg tot 17 december 1942. Op 1 november 1939 was Eberstein ook als HSSPF „Oberster Gerichtsherr“ in functie van de SS en de politie, waaronder ook het concentratiekamp Dachau viel.
Op 20 april 1945, kort voor einde van de oorlog, werd Eberstein wegens “defaitisme” en op aandringen van Martin Bormann en met de toestemming van Heinrich Himmler uit zijn functie gezet. Het initiatief hiervoor kwam van de Münchener Gauleiter Paul Giesler. Eberstein zou het vooraf doden van de gevangenen in Dachau, alsook de verdediging van München tegen de oprukkende Amerikanen, geweigerd hebben.

## Naoorlogse tijd
Karl von Eberstein werd op 8 mei 1945 door de Amerikaanse troepen in München gevangengenomen. Tot 26 oktober 1948 werd hij in verschillende interneringskampen en gevangenissen vastgehouden, het laatst in het interneringskamp Dachau. Op 3 en 5 augustus 1946 was Eberstein getuige in het Proces van Neurenberg, tegen de grote oorlogsmisdadigers. Op 15 november 1948 was hij aan de beurt in de denazificatie en werd door een Spruchkammer in München als “minderbelaster" en in categorie III geplaatst en veroordeeld tot het betalen van 30% van zijn vermogen. Een gevangenisstraf verviel, omdat hij al drieënhalf jaar in geallieerde internering had gezeten. Meerdere appelprocedures werden gevoerd om hem naar een andere classificatie dan categorie II als “belastend”  te krijgen en op 15 februari 1953 werd Eberstein in de categorie IV als “meeloper” geplaatst. Het onderzoek van justitie tegen Eberstein als beschuldigde bleef zonder gevolgen.
In 1950 woonde hij in de stad Tegernsee. Karl von Eberstein werkte tot zijn pensionering als bankemployé en als werknemer van een receptie van het casino in Bad Wiessee.
Zijn schriftelijke nalatenschap wordt tot op heden door het Bundesarchiv beheerd.

## Carrière
Wittmann bekleedde verschillende rangen in zowel de Allgemeine-SS als Waffen-SS. De volgende tabel laat zien dat de bevorderingen niet synchroon liepen.
| Datum                                                               | Deutsches Heer               | Sturmabteilung      | Allgemeine-SS        | Waffen-SS                | Politie                        |
| ------------------------------------------------------------------- | ---------------------------- | ------------------- | -------------------- | ------------------------ | ------------------------------ |
| Augustus 1914                                                       | Kriegsfreiwilliger           | —                   | —                    | —                        | —                              |
| 1914                                                                | Unteroffizier der Reserve    | —                   | —                    | —                        | —                              |
| 1915                                                                | Vizewachtmeister der Reserve | —                   | —                    | —                        | —                              |
| 25 november 1915                                                    | Leutnant der Reserve         | —                   | —                    | —                        | —                              |
| April 1921                                                          | —                            | —                   | —                    | —                        | Wachtmeister der Schutzpolizei |
| 12 april 1929                                                       | —                            | —                   | SS-Sturmführer       | —                        | —                              |
| 1 juli 1930                                                         | —                            | —                   | SS-Sturmbannführer   | —                        | —                              |
| 1 februari 1931                                                     | —                            | SA-Standartenführer | —                    | —                        | —                              |
| 1 september 1931 -15 november 1931 (met ingang van 9 november 1931) | —                            | SA-Oberführer       | —                    | —                        | —                              |
| 15 september 1932 (met ingang van 1 september 1932)                 | —                            | SA-Gruppenführer    | —                    | —                        | —                              |
| 20 februari 1933 (met ingang van 1 februari 1930)                   | —                            | —                   | SS-Standartenführer  | —                        | —                              |
| 20 februari 1933 (met ingang van 15 november 1931)                  | —                            | —                   | SS-Oberführer        | —                        | —                              |
| 21 februari 1933 (met ingang van 1 september 1932)                  | —                            | —                   | SS-Gruppenführer     | —                        | —                              |
| 30 januari 1936                                                     | —                            | —                   | SS-Obergruppenführer | —                        | —                              |
| 8 april 1941                                                        | —                            | —                   | —                    | —                        | Generaal in de politie         |
| 20 juni 1944 (met ingang van 1 juli 1944)                           | —                            | —                   | —                    | Generaal in de Waffen-SS | —                              |

- Van de SA naar de SS overgeplaatst op 20 februari 1933[3][22]

## Lidmaatschapsnummers
- NSDAP-nr.: 15 067 (lid geworden oktober 1922, opnieuw lid geworden 17 augustus 1925[15][19][16][22])
- SS-nr.: 1386 (lid geworden 1 april 1929[15][19][16][22])

## Decoraties
Selectie:
- IJzeren Kruis 1914, 1e Klasse (27 januari 1918[23]) en 2e Klasse (10 februari 1916[15][16][23])
- Gouden Ereteken van de NSDAP[15][19] op 29 oktober 1934[16][23]
- Kruis voor Oorlogsverdienste, 1e Klasse[19] (15 februari 1943[16][23]) en 2e Klasse[19] (20 april 1941[16][23]) met Zwaarden[15]
- Ereteken voor Duitse Volkshulp, 1 Klasse[19][16][24]
- Dienstonderscheiding van de NSDAP in zilver[19] op 20 april 1940[16][15][24]
- Grootkruis in de Orde van de Romeinse Adelaar met Zwaarden op 14 juli 1943[15][16]
- Grootkruis in de Orde van Sint-Sava op 19 april 1939[16][24]
- Grootofficier in de Orde van de Italiaanse Kroon op 2 augustus 1937[16][24]
- Commandeur der Tweede Klasse in de Saksisch-Ernestijnse Huisorde met Zwaarden en Ring op 15 augustus 1935[16][24]